# وليين
وليين هي قرية في مقاطعة ميانة، إيران. عدد سكان هذه القرية هو 98 في سنة 2006.